# Sharpsburg (Pennsylvania)
Sharpsburg  è una borough degli Stati Uniti d'America, nella contea di Allegheny nello Stato della Pennsylvania. Secondo il censimento del 2000 la popolazione è di 3.594 abitanti. È la sede della H. J. Heinz Company.

## Società

### Evoluzione demografica
La composizione etnica vede una prevalenza della razza bianca (93,74%) seguita da quella afroamericana (3,81%), dati del 2000.
| borough di Sharpsburg Popolazione |       |
| 1900                              | 6.842 |
| 2000                              | 3.594 |
| Stima al 01-07-07                 | 3.289 |